# Пол Радмилович
Пол Франческо Радмиловић (енгл. Paulo Radmilovic; 5. март 1886 — 29. септембар 1968) је био велшки ватерполиста и пливач који је у својој 22. године дугој олимпијској каријери освојио 4 златне олимпијске медаље. Ове четири медаље је освојио на три узастопне олимпијаде и то је био британски рекорд све до игара одржаних 2000. године у Сиднеју, када је Енглез Стив Редгрејв освојио своју пету олимпијску златну медаљу.

## Биографија
Пол Радмиловић је рођен у Кардифу, Велс као трећи син Антуна Радмиловића, Дубровчанина који се 1860. године преселио у Кардиф, где је постао власник Гластонбери Армс паба у улици Бут (Glastonbury Arms pub in Bute Street). Полова мајка је рођена Кардифчанка, по изворима ћерка ирског имигранта. Име Павле добио је по очевом брату, познатом дубровачком индустријалцу. По другим изворима породица Радмиловић поријеклом је из Боке Которске и такође се наводи да су Пола у кући звали Павле.

### Пливачка каријера
Радмиловић је свој деби у велшкој ватерполо репрезентацији имао са 15 година, 1901, и са тиме постао најмлађи репрезентативац у британској ватерполо историји. Радмиловић се активно такмичио и бавио пливањем и ватерполом скоро пуних 30 година. рекреативно се бавио спортом чак и у својим седамдесетим. Поред водених спортова Радмиловић се бавио голфом и фудбалом.
Своју прву аматерски титулу је освојио 1907. године када је на реци Темзи победио у трци на 5 миља. Такође је две године касније победио на трци 100 јарди слободно. У распону од деветнаест година освојио је девет титула државног првака у различитим дисциплинама. У Велсу тај његов успех је још већи. Као петнаестогодишњак 1901. године је освојио титулу државног првака на 100 јарди и као четрдесеттрогодишњак 1929. године је освојио титулу првака на 440. јарди

### Олимпијска каријера
Своју олимпијску каријеру Радмиловић је започео на Олимпијским међуиграма 1906. године. На трци 100 m слободни је завршио као четврти а на 400 m је завршио као пети. Учествовао је и у трци на 1 миљу, али је није завршио.
На Летњим олимпијским играма 1908. је као члан ватерполо тима Уједињеног Краљевства освојио златну медаљу. У финалној утакмици када је Британија победила Белгију са 9:2, Радмиловић је постигао два гола. Два дана после финалне утакмице у ватерполу, такође се такмичио као један од измена у трци 4×200 m, пошто се један од претходних британских такмичара разболео. Трка је била неизвесна пошто је пливачка штафета Мађарске водила скоро до краја трке и имала велику предност до задње измене. У задњој измени мађарски пливач Золтан Халмај је почео да губи свест, што је британска задња измена Хенри Тајлор искористио и са 4 секунди предности донео победу својој штафети и златну медаљу Британији. Радмиловић се такође такмичио у још три трке слободним стилом али ни у једној није стигао до финала. 
Своју трећу златну олимпијску медаљу Радмиловић је освојио као члан ватерполо тима Уједињеног Краљевства на Летњим олимпијским играма 1912. одржане у Стокхолму. Британци су победили Аустријанце са 8:0.
Радмиловићева четврта златна олимпијска медаља је дошла тек после осам година. Узрок је био Први светски рат и одлагање Олимпијских игара. На Летњим олимпијским играма 1920. одржаним у Антверпену ватерполо репрезентација Британије је супериорно стигла до финала. Домаћин, Белгија, је такође била у финалу и гајила велике амбиције да освоји злато. Скоро до краја утакмице се водила велика уједначена борба и резултат је био неизвестан 2:2. Утакмицу је одлучио Радмиловић који је пред крај постигао гол и тиме обезбедио победу своје репрезентације, 3:2 за Британце. После утакмице публика је покушала да нападне британске ватерполисте, тако да је белгијска полиција морала да интервенише.
Радмиловић се такмичио на још две олимпијаде као члан ватерполо репрезентације 1924 и 1928, али није успео више да се попне на победнички подијум. Своју олимпијску каријеру је завршио када је имао 42. године.
Радмиловићев рекорд од 4 освојене златне олимпијске медаље је остао необорен од стране британских атлетичара све до појаве Стива Редгрејва и олимпијских игара 2000. у Сиднеју, када је Стив освојио своје пето злато.

### Признања
Радмиловић је 1967. године примљен у међународну Кућу славних пливача. Такође је био један од десеторице чија су имена прво постављена у велшку Кућу славних спортиста, 1988. године. Спомен плоча је постављена у Cardiff International Pool.